# Hanna Szelest

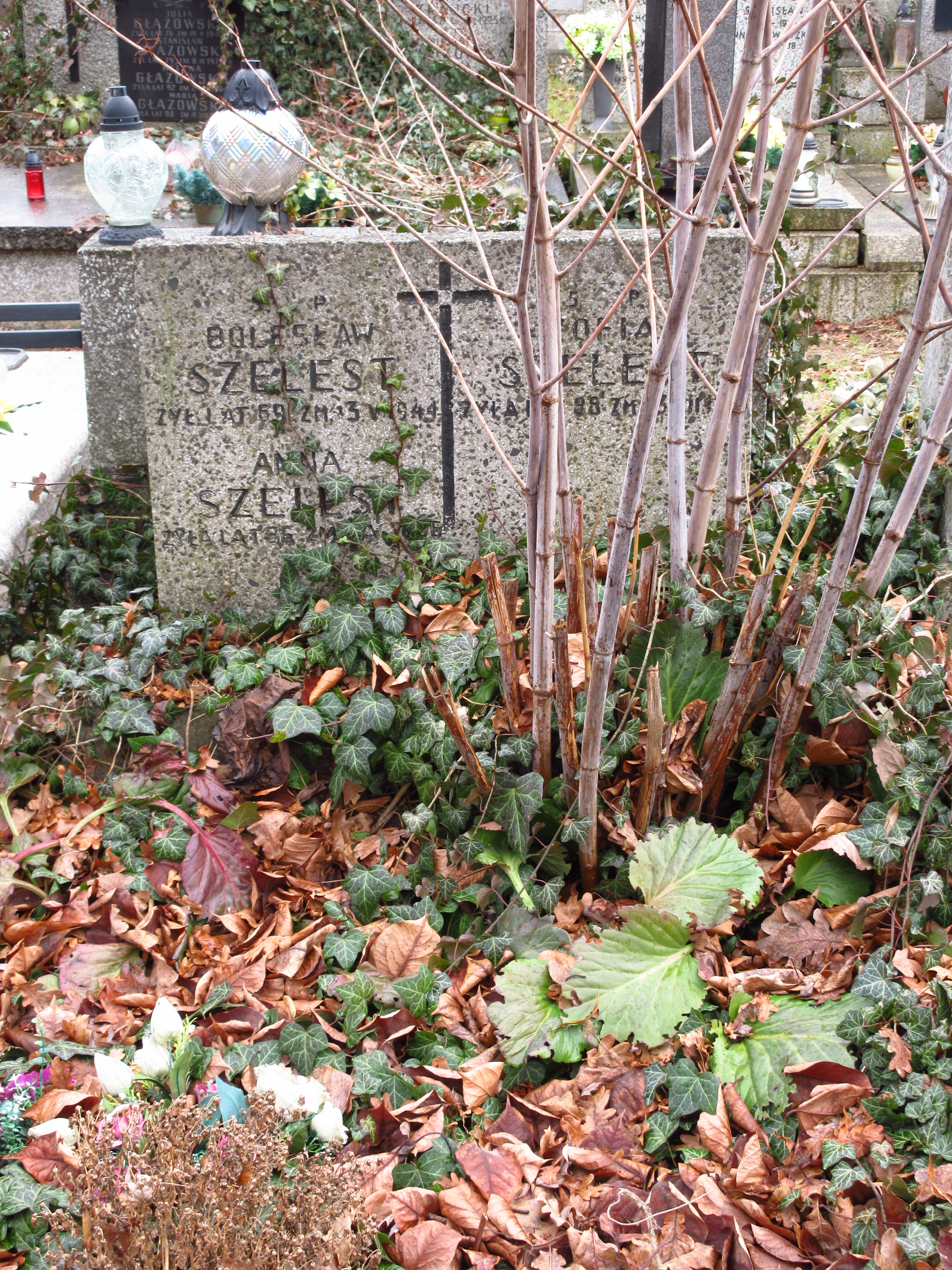
Grób profesor Hanny Szelest na cmentarzu Bródnowskim

Hanna Szelest, Anna Szelest, właśc. Anna Jadwiga Szelest (ur. 23 lutego 1920 w Radomsku, zm. 15 maja 2006 w Warszawie) – filolog klasyczny, tłumaczka literatury łacińskiej, profesor związana z Uniwersytetem Warszawskim.

## Biogram
Ukończyła w 1948 filologię klasyczną na Uniwersytecie Warszawskim. Pracowała w Muzeum Narodowym, następnie rozpoczęła pracę na Uniwersytecie. W 1952 uzyskała stopień doktora na podstawie rozprawy pt. De Pausaniae clausulis, w 1962 habilitowała się na podstawie obszernej rozprawy – monografii twórczości Marcjalisa pt. Marcjalis. W 1974 uzyskała tytuł profesora. Specjalista w dziedzinie literatury rzymskiej epoki poklasycznej oraz wersyfikacji greckiej i łacińskiej. W latach 1975–1981 kierownik Katedry Filologii Klasycznej UW, a następnie w 1982-1992 – Zakładu Filologii Klasycznej.
Członkini Towarzystwa Naukowego Warszawskiego, członkini Zarządu Głównego Polskiego Towarzystwa Filologicznego, sekretarz Koła Warszawskiego PTF, a następnie w latach 1976-1983 – prezes tego koła. Wieloletnia członkini Zarządu Spółdzielni Mieszkaniowej Profesorów Uniwersytetu Warszawskiego.
Pochowana na cmentarzu Bródnowskim w Warszawie (kwatera 41D-6-7).

## Wybrane publikacje
- De Pausaniae clausulis, Varsaviae: Editum auxilio Ministerii Scholarum Superiorum 1953.
- Gajus Swetoniusz Trankwillus, Żywoty cezarów, przeł. Janina Pliszczyńska, wstępem opatrzyła Hanna Szelest, Warszawa: Państwowe Wydawnictwo Naukowe 1954.
- Marcjalis i jego twórczość, Wrocław: Zakład Narodowy im. Ossolińskich Wydawnictwo PAN 1963.
- Historycy cesarstwa rzymskiego: żywoty cesarzy od Hadriana do Numeriana, tł., przedm., przypisy i skorowidz Hanna Szelest, 	Warszawa: Czytelnik 1966.
- "Sylwy" Stacjusza, Wrocław: Zakład Narodowy im. Ossolińskich. Wydawnictwo PAN 1971.
- Metryka łacińska (skrypt dla studentów III roku filologii klasycznej), Warszawa: Wydawnictwa UW 1978 (wyd. 2 - 1991).
- (współautor: Maria Cytowska), Literatura grecka i rzymska w zarysie, Warszawa: PWN 1981 (wyd. 2 - 1983, wyd. 3 - 1985).
- (współautor: Maria Cytowska), Literatura rzymska: okres augustowski, Warszawa: PWN 1990.
- (współautor: Maria Cytowska), Literatura rzymska: okres cesarstwa, Warszawa: PWN 1992.
- (współautor: Maria Cytowska), Literatura rzymska: okres cesarstwa. Autorzy chrześcijańscy, Warszawa: PWN 1994.
- (współautorzy: Maria Cytowska, Ludwika Rychlewska), Literatura rzymska: okres archaiczny, Warszawa: PWN 1996.
- (współautor: Maria Cytowska), Historia literatury starożytnej, wyd. nowe przygot. pod red. nauk. Mieczysława Jacka Mejora, Warszawa: Wydawnictwo Naukowe PWN 2006.